# 熊向晖
熊向晖（1919年4月12日—2005年9月9日），原名熊汇荃，男，安徽鳳陽人，生于山东掖县（今莱州），中华人民共和国外交官、政治人物。
清华大学中文系毕业，中国共产党情报工作“后三杰”之首（另二傑为申健和陳忠經）。出身於官宦家庭，父亲在中華民國湖北高等法院任庭長。1949年之前潛伏在中華民國国军胡宗南部进行间谍工作，1949年后在中华人民共和国外交界工作。

## 生平
熊家有八個小孩，熊向暉排行第五。1936年9月，熊向暉十七歲考入清華大學中文系。在清華期間，他在中华民族解放先锋队任队委兼秘书，積極參加抗日救亡活動。1936年12月8日，经蒋南翔、杨学诚介绍，秘密加入中国共产党。
时中共领袖周恩来着眼于情报工作的长期性，委托蒋南翔在清华大学寻找“出身名门望族或官宦之家，年纪较轻，儀表不俗，公开的政治面目不左不右，言谈举止有爱国进步青年的气质，知识面广，记忆力较强，看过一些介绍马列主义基本原理的书籍和孙中山的著作，肯动脑子，比较细心，能随机应变”的人员，潛伏入中国国民党内部。因此，熊向晖于1937年11月，奉命趕赴長沙，报名参加胡宗南的第一軍中由李芳兰任团长的湖南青年第三戰地服務團。
1938年5月初，胡宗南對熊向暉愛護有加，送他到陸軍軍官學校第七分校學習。熊向暉成為黃埔第十五期生，熊向暉代表全體畢業生致辭。從學校學習期滿，熊向暉便被委派為胡宗南的機要秘書。蔣介石給胡宗南的密令都由熊向暉簽收，胡宗南下達命令也都由熊向暉起草。但熊向暉將所有內容一概記下，將它偷偷送到毛澤東、周恩來手中。
1943年抗日战争期间，蒋介石命令第八战区副司令长官胡宗南以50万军队闪击仅有中共359旅驻守的延安，经熊向晖的洩密，共产党通知驻重庆的董必武向舆论界洩露了蒋的命令，闪击延安计划未遂。
抗戰勝利後不久，胡宗南又保薦熊向暉去美國留學。未及成行，1947年3月10日晚上十時，胡宗南在洛川「前線指揮所」召集整一軍和整二十九軍的軍、師、旅長開會，具體部署二次闪击延安的方略。熊向暉再度洩密，派胡宗南的機要通信員将情报送西安潘裕然，請潘轉給王石堅。3月19日，根據毛澤東、周恩來的指示，共產黨中央撤出延安，胡宗南進攻延安時，只剩一座空城。胡宗南到毛泽东住的窑洞里，见桌上压着纸条：“胡宗南到延安，势成骑虎，进又不能进，退又退不得，奈何、奈何！”熊向晖后于1947年5月20日离开胡宗南，9月到美国西保留地大学研究院学习。1947年9月，中共數十名諜報人員被捕，其中包括王石堅。軍統在調查過程中終於發現熊向暉等三人的真實身份。但此時，熊向晖人已在美國，胡宗南為求自保極力將此事壓下。1948年9月获社会科学硕士学位后回国。
1949年11月6日中午，熊向暉在中南海勤政殿遇到张治中、邵力子、刘斐等中國国民党原和谈代表，張治中十分驚訝：“這不是熊老弟麼？你也起義了？”周恩來說：“他不是起義，是歸隊。”張治中說：“我早知道蔣介石在軍事上、政治上都遠遠不是共產黨的對手，今天才知道，在情報上他也遠遠不是共產黨的對手。”毛澤東曾稱讚熊向暉的地下情報工作是中共情報工作最成功、最模範的事例：“一个人能顶几个师”。
1949年起，熊向暉先後任外交部新聞司副司長、辦公廳副主任。1962年接替宦乡担任駐英代辦直到1967年1月。
1969年，毛泽东、周恩來要求，由陈毅、叶剑英、徐向前、聂荣臻四位元帅一起召開“国际问题研究小组”，從6月7日至7月1日就如何应对严峻的国际局势进行了六次讨论。熊向晖記錄、並起草《对战争形势的初步估计》，得出“在可以预见的时期内，美帝、苏修单独或联合发动大规模侵华战争的可能性都不大”的结论。
1971年，擔任周恩來的助理，參加了中美重大外交活動。1972年，中華人民共和國和墨西哥建交，熊向暉任第一任大使。1973年末，任中共中央调查部副部长，1978年后，兼任中共中央统战部副部长兼中国人民外交学会副会长。1982年4月，被免去中央调查部副部长。1982年10月，遵照中共中央的决定，接替刘宁一，担任以荣毅仁为董事长的中国国际信托投资公司党组书记并兼副董事长至1987年。1980年代，任第五、七届全国政协常委、第六届全国政协委员，欧美同学会副会长、名誉会长。
1991年，熊向暉親撰回憶錄《地下十二年与周恩来》由中央文献研究室审定出版，才逐漸為人所知。
2005年9月9日在北京逝世，享年86歲。

## 家庭
妻子谌筱华，1947年1月在南京成婚。
女兒熊蕾，新华社中国特稿社副社长、高级编辑。

## 相关文献

### 熊向晖著作
- 熊向晖：《地下十二年与周恩来》，北京：中共中央党校出版社，1991年。ISBN 7-5035-0390-4
- 熊向晖：《历史的注脚──回忆毛泽东、周恩来及四老帅》，北京：中共中央党校出版社，1995年。
- 熊向晖：《我的情报与外交生涯》，北京：中共党史出版社，1999年。ISBN 7801363027
- 熊向晖：《我的情报与外交生涯（增订版）》，北京：中共党史出版社，2006年。ISBN 9787801363022

### 熊向晖传记（非自传）
- 杨者圣：《在胡宗南身边的十二年：情报英雄熊向晖》，上海：上海人民出版社，2007年。ISBN 9787208070370
- 杨者圣：《随同蒋经国的西北之行：情报英雄熊向晖》，上海：上海人民出版社，2007年。ISBN 9787208070486